# Осен (Тирговиштська область)
О́сен (болг. Осен) — село в Тирговиштській області Болгарії. Входить до складу общини Тирговиште.

## Населення
За даними перепису населення 2011 року у селі проживали 69 осіб.
Національний склад населення села:
| Національність   | Кількість осіб | Відсоток |
| ---------------- | -------------- | -------- |
| болгари          | 51             | 73,9%    |
| турки            | 11             | 15,9%    |
| цигани           | 7              | 10,1%    |
| інша             | 0              | 0%       |
| не визначились   | 0              | 0%       |
| Всього відповіли | 69             |          |

Розподіл населення за віком у 2011 році:
Динаміка населення: